# 사랑하거나 떠나거나
사랑하거나 떠나거나(Love Me Or Leave Me)는 미국에서 제작된 찰스 비더 감독의 1955년 영화이다. 도리스 데이 등이 주연으로 출연하였고 조 패스터넉 등이 제작에 참여하였다.

## 출연

### 주연
- 도리스 데이
- 제임스 카그니

### 조연
- 캐머런 미첼
- 로버트 케이스
- 톰 툴리
- 해리 벨라버
- 리처드 게인스
- 피터 리즈
- 클로드 스트로드
- 존 하딩

## 제작진
- 미술: 세드릭 기븐스
- 미술: 우리 맥클리
- 의상: 헬렌 로즈